# Robin Kind
Robin Kind (1991) is een Nederlandse golfprofessional. Hij is lid op de Haagsche Golf. In augustus 2015 schreef Robin Kind geschiedenis met een ronde van (-13) 59 slagen waarbij hij de enige Nederlander is die de magische grens van (60 slagen) verbreekt. Robin Kind is de broer van Richard Kind. Robin was in 2011 de beste amateur op het KLM Open.

## Gewonnen
- 2007: NK Strokeplay t/m 15 jaar
- 2009: NK Strokeplay t/m 18 jaar op Golfclub de Semslanden
- 2012: NK Strokeplay Heren
- 2011: KLM OPEN - 25e, Internationaal Jeugd Open op Toxandria
- 2012: COPA SOTOGRANDE, Copa Baleares, European Nations Cup Individual, Twente Cup (-9), NK Strokeplay (-4) (SIR MICHAEL BONALLACK TROPHY)
- 2013: ALMAADE OPEN
- 2015: SPARKASSEN OPEN PRO GOLF TOUR

## Teams
- ELTK: 2009
- Jacques Leglise Trophy: 2009
- Michael Bonallack Trophy Europa VS Asie Pacific 2012

## Professional
Eind oktober 2012 werd Robin Kind professional en hij werd lid van Golf Team Holland.

In zijn eerste jaar speelde hij op de Pro Golf Tour, die in 2012 nog de EPD Tour heette. Hij behaalde 3 top-6 plaatsen voordat hij in maart 2013 in Marokko zijn eerste overwinning behaalde. In de play-off versloeg hij Bernd Ritthammer op de tweede hole. Hij werd nog 2de bij het Glashofen-Neusaß Open en 3de bij het Open Amelkis en stond eind augustus op de gedeeld 2de plaats van de Order of Merit. De top-5 aan het einde van het jaar promoveren naar de Europese Challenge Tour. Begin september werd het Preis des Hardenberg GolfResort gespeeld en eind september volgde het laatste toernooi, de Deutsche Bank Polish Masters. Robin Kind eindigde op de 3de plaats van de ranking en promoveerde naar de Challenge Tour. Vervolgens ging hij naar Stage 2 van de Tourschool in Lumine, naar kwalificeerde zich daar niet voor de Finals.

### Gewonnen
Pro Golf Tour
- 2013: Al Maaden Open